# 日野バイパス

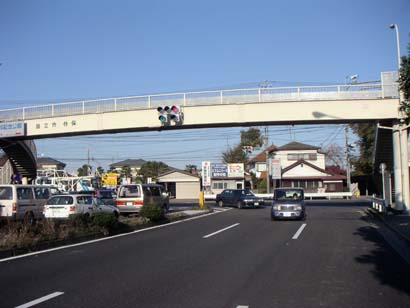
起点、国立府中インターチェンジ入口交差点

日野バイパス（ひのバイパス）は、東京都国立市から日野市を経由して八王子市に至る国道20号のバイパスである。

## 概要
日野バイパスには供用中区間（開通済み）と計画区間（未開通）がある。
供用中区間は東京都国立市谷保の国道20号国立インター入口交差点から、日野市を横断して八王子市高倉町の国道20号高倉町西交差点に至る路線（日野バイパス本線）である。2007年（平成19年）3月24日に両側4車線として全線開通した。東京都が定める「日野バイパス」は通常こちらを指して使われる。
2007年（平成19年）4月1日から日野バイパスが国道20号となり、日野バイパスに並行して走る甲州街道が国道20号から東京都道256号八王子国立線へ移管された。
計画区間は、川辺堀之内から西平山に至る路線であり、仮称で「日野バイパス延伸部」と呼ばれる。坂下交差点〜西平山地区付近の延伸I期区間はその殆どが片側1車線で暫定開通（八王子市道・都道159号として供用。ただし、一番橋北交差点〜豊田1-17及び東平山交差点〜豊田2-35は国道20号に指定）しており、以西の延伸II期区間も一部が都道174号として供用済みである。圏央道へのアクセス道路として整備中であり、全線開通は当分先とみられる。
”延伸部”方面は、都市計画道路国立3・3・2号線、日野3・3・2号線に属する。また、東京八王子線の一部を構成する。また現在の”本線”の延伸部分岐以西は日野3・3・4号線に属している。
長い直線部分・道幅が広い部分が多い。制限速度は50km/hに設定されていたが、2011年10月より全線の最高速度が60km/hに引き上げられた。IC出入口や、多摩川を超えた交差点などは、日時により渋滞が発生する事がある。

## 建設目的
日野バイパスは、以下の課題を解決すべく建設が計画された。
- 日野橋交差点は旧国道20号（現東京都道256号八王子国立線：甲州街道）のほか東京都道29号立川青梅線（奥多摩街道・新奥多摩街道）、東京都道16号立川所沢線（立川通り）など交通量が多い道路が交わる五差路で、加えて旧国道は直角に曲がっているために慢性的な混雑と通行のしにくさが問題になっていた。
- 日野市内の旧国道は片側1車線と狭隘で、これに起因する渋滞や事故の多発が問題となっていた。

## 路線

### 本線
| 接続路線名                                      | 接続路線名                                      | 交差点 施設名    | 備考     | 所在地   |
| ----------------------------------------------- | ----------------------------------------------- | ---------------- | -------- | -------- |
| 東京都道14号新宿国立線（東八道路、事業中）      |                                                 |                  |          |          |
| 国道20号（甲州街道）                            | 東京都道256号八王子国立線（甲州街道）           | 国立インター入口 |          | 国立市   |
| 東京都道20号府中相模原線バイパス（野猿街道）    | 東京都道20号府中相模原線バイパス（野猿街道）    | 青果市場東       |          | 国立市   |
| E20中央自動車道                                 | E20中央自動車道                                 | 国立府中IC       | 立体交差 | 国立市   |
| 東京都道20号府中相模原線バイパス                | 東京都道20号府中相模原線バイパス                | 石田大橋北       |          | 国立市   |
| 石田大橋（多摩川）                              |                                                 |                  |          |          |
| 東京都道503号相模原立川線（多摩モノレール通り） | 東京都道503号相模原立川線（多摩モノレール通り） | 日野万願寺駅前   |          | 日野市   |
| 新川崎街道                                      | 新川崎街道                                      | 日野税務署西     |          | 日野市   |
| 東京都道41号稲城日野線（川崎街道）              | 東京都道41号稲城日野線（川崎街道）              | 日野郵便局南     |          | 日野市   |
| 国道20号（日野バイパス（延伸部）、事業中）      |                                                 | 坂下             |          | 日野市   |
| 東京都道235号豊田停車場線                       | 東京都道235号豊田停車場線                       | 多摩平五丁目     |          | 日野市   |
| -                                               | 東京都道256号八王子国立線（甲州街道）           | 高倉町西         |          | 八王子市 |
| 国道20号（甲州街道）                            |                                                 |                  |          |          |

### 延伸部
※ 大部分が未開通（平成26年度事業評価資料によれば、2016年度から2019年度までを工事期間としているが、2023年現在未完成である。）
- 坂下交差点 日野バイパス（本線）に接続
|
- 日野市東豊田
|
- 日野市豊田
|
- 日野市東平山
|
- 日野市西平山
|（この間2017年度事業化）
- 北野町交差点 国道16号八王子バイパスおよび八王子南バイパスに接続

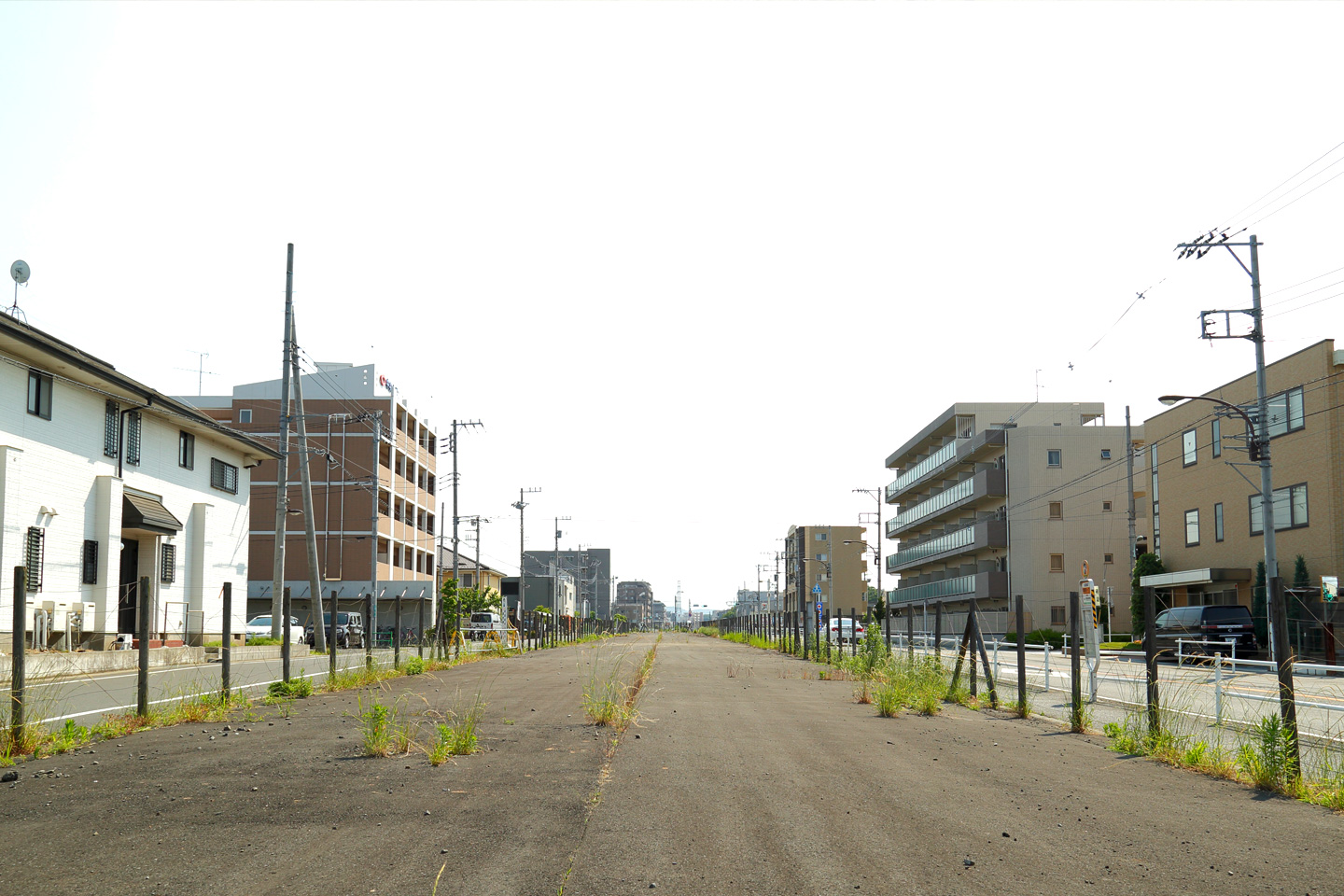
用地確保の進む日野市東豊田（2015年5月）
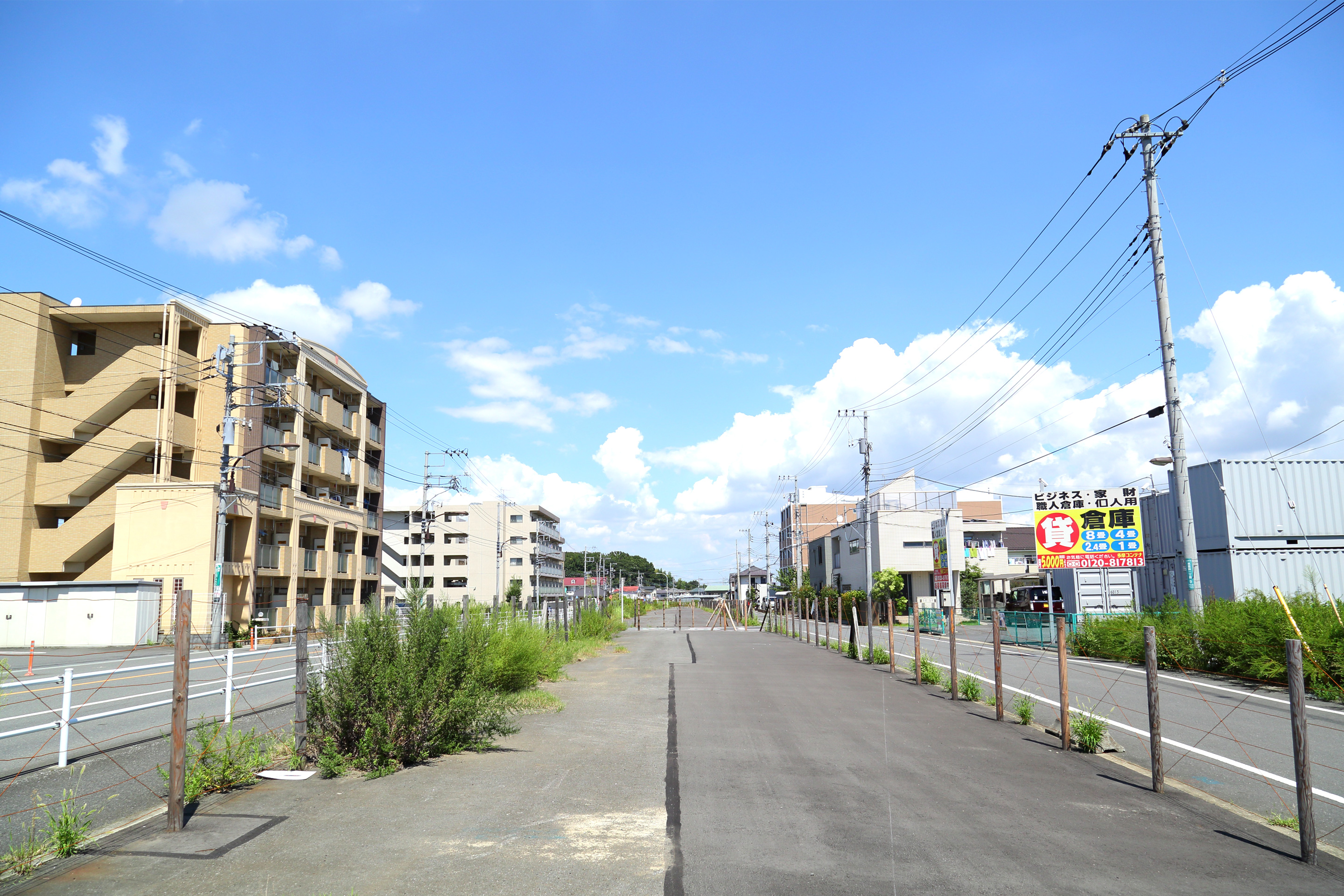
反対側の川辺堀之内方面は整備が進んでいない（2016年8月）
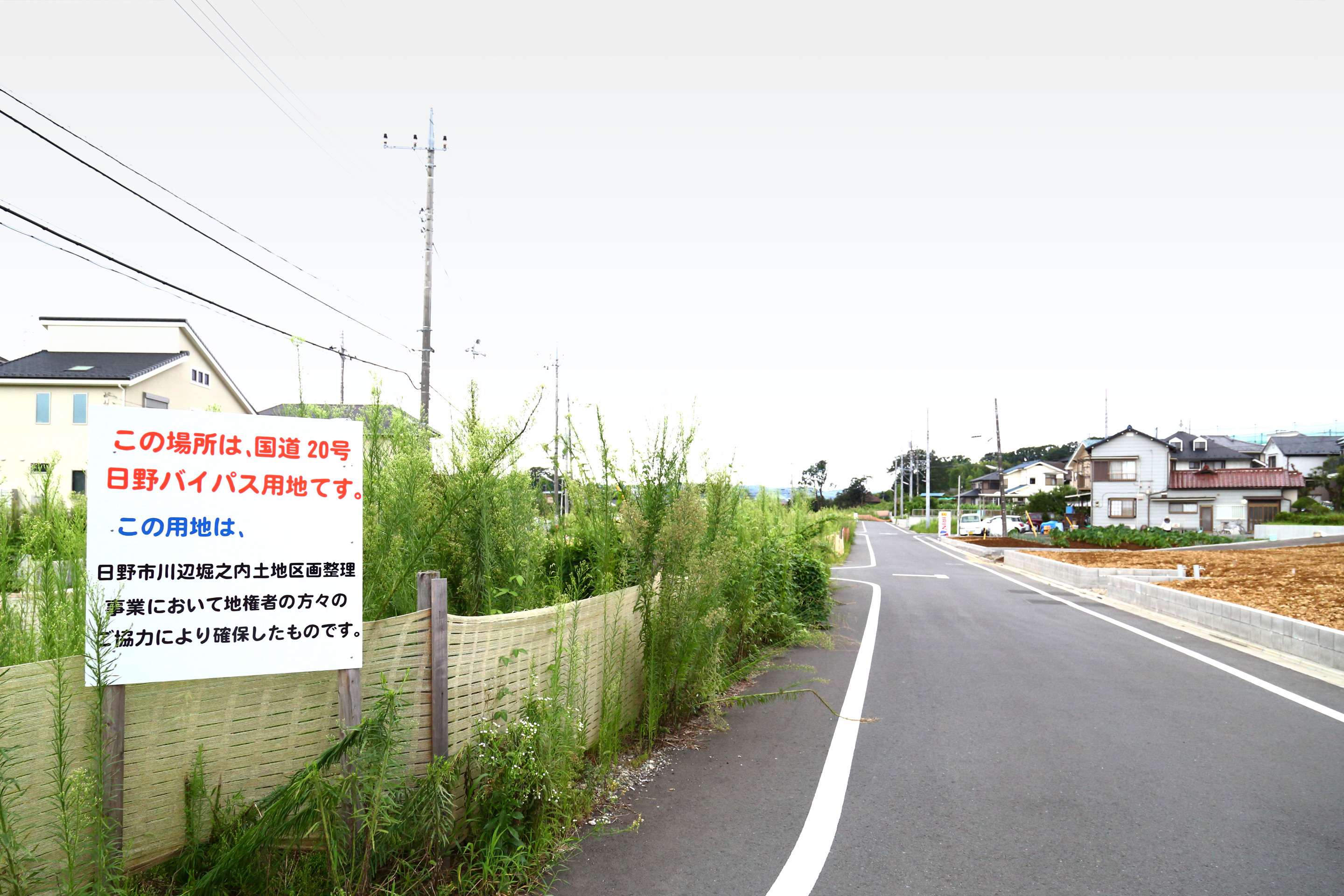
日野バイパス用地を示す看板（川辺堀之内）

## 重複区間
- 東京都道20号府中相模原線バイパスのうち、国道20号交点（国立府中インター入口交差点）から中央自動車道国立府中ICまでの区間。

## 歴史
- 1965年（昭和40年）：泉塚交差点 - 高倉町西交差点を都道として供用開始。
- 1967年（昭和42年）12月15日：中央自動車道の開通に伴い、国立府中インター入口交差点 - 国立府中IC間を都道として供用開始。
- 1986年（昭和61年）：日野市神明 - 泉塚交差点間の供用開始。
- 2000年（平成12年）：万願寺駅前の交差点 - 新川崎街道交点間の供用開始。
- 2003年（平成15年）3月1日：国立府中インター入口交差点 - 国立府中IC間を都道（東京都道20号府中相模原線）から国道20号へ移管。
- 2003年（平成15年）3月27日：石田大橋が部分開通。
国立市泉・東京都道20号府中相模原線バイパス交点 - 万願寺駅前の交差点間の供用開始。
新川崎街道交点 - 東京都道41号稲城日野線（川崎街道）交点 (380m) の供用開始。
- 2004年（平成16年）7月21日：国立府中IC - 国立市泉・東京都道20号府中相模原線バイパス交点間の供用開始。
- 2007年（平成19年）3月24日：最後の未開通区間だった川崎街道交点 - 日野市神明（約800m）が供用開始。また、既存開通区間が片側2車線供用開始。これにより日野バイパス（本線）が全線開通となった。
- 2007年（平成19年）4月1日：甲州街道の国立インター入口交差点 - （日野橋交差点経由） - 高倉町西交差点の区間が国道20号から都道（東京都道256号八王子国立線）に移管され、日野バイパスが国道20号となった。
- 2011年10月：全線で最高速度が60km/hに引き上げられる。

## ギャラリー

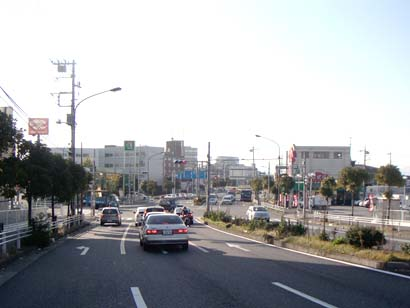
東京都道20号府中相模原線を左に分岐
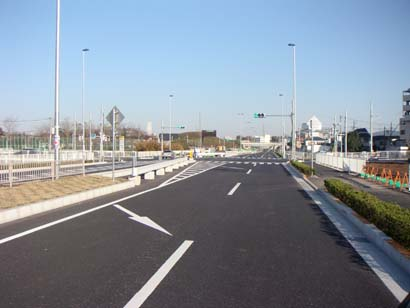
国立市内中央道との立体交差より西が未整備の時期に、国立三中交差点を西側から撮影した写真と思われる
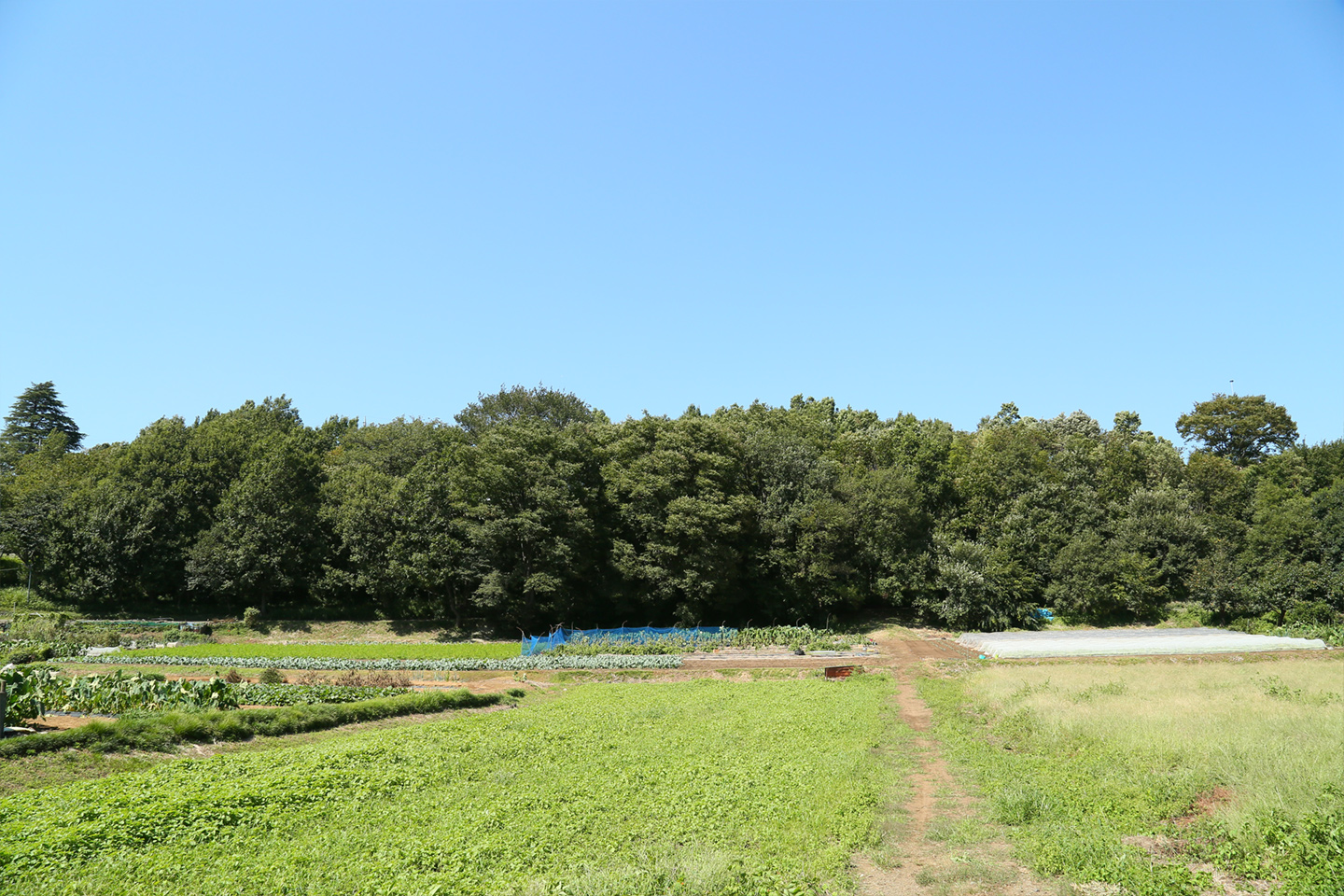
川辺堀之内の河岸段丘より。 木々の右向こうに道路照明灯が1つだけ見える。